# Cachoeiro Futebol Clube
Il Cachoeiro Futebol Clube, noto anche semplicemente come Cachoeiro, è una società calcistica brasiliana con sede nella città di Cachoeiro de Itapemirim, nello stato dell'Espírito Santo.

## Storia
Cachoeiro è stata fondata il 9 gennaio 1916. È stata campionessa Cachoeirense nel 1946 con: Waldir Pontes, Luiz Pretti, Delson, Manoelito, Lídio, Otávio, Joemir, Nilsinho, Armênio, Amâncio, Nerinho, Rupter e Alcino. Il club era gestito da Daniel e dal professor Florisbelo Neves.
Nel 1948 arrivò il titolo statale senza precedenti, gareggiando in finale con la squadra Vale do Rio Doce, oggi Desportiva Ferroviária. Cachoeiro aveva giocatori Ramon, Alcino, Zé Catraca, Paris, Manoelzinho, Otaviano, Nely, Aldemir, Assadinho, Espinho, Bronze e Catiquinha, sotto il comando dell'allenatore Eurico Monteiro de Castro. Si sono svolte tre partite per decidere il campione del Campionato Capixaba del 1948, la prima partita si è svolta a Cachoeiro de Itapemirim, dove la squadra di casa ha battuto la squadra di Vale do Rio Doce 4–3. Dopo aver vinto la prima partita, Cachoeiro è andato a Vitória per giocare la seconda partita in cui la squadra del Vale do Rio Doce ha vinto 4-1. Nella partita decisiva, l'Alvirrubro è diventato campione sconfiggendo l'avversario con il punteggio di 7-2. La prima squadra fuori dalla capitale a vincere il Campionato di Stato.

## Palmarès

### Competizioni statali
- Campionato Capixaba: 1

1948
- Campeonato Capixaba Série B: 1

2000